# ريتشارد بينغ
ريتشارد بينغ (بالإنجليزية: Richard Bing)‏ هو طبيب عسكري أمريكي، ولد في 12 أكتوبر 1909 في نورنبرغ في ألمانيا، وتوفي في 8 نوفمبر 2010.